# 准噶尔岩黄耆
准噶尔岩黄耆（学名：Hedysarum songaricum）为豆科岩黄耆属下的一个种。

## 扩展阅读
- 維基物種上的相關：准噶尔岩黄耆